# Valff
Pour les articles homonymes, voir Walf (homonymie).
Valff (Vàlf en alsacien, Walf en allemand) est une commune française située dans la circonscription administrative du Bas-Rhin et, depuis le 1er janvier 2021, dans le territoire de la Collectivité européenne d'Alsace, en région Grand Est.
Cette commune se trouve dans la région historique et culturelle d'Alsace.

## Géographie

### Localisation
Située dans la plaine d'Alsace, la commune de Valff s'inscrit entre les collines du piémont des Vosges et le bruch de l'Andlau (Ried).
Le territoire de la commune est limitrophe de ceux de huit communes :
| Niedernai | Meistratzheim | Bolsenheim |
| Goxwiller | Valff         | Westhouse  |
| Bourgheim | Zellwiller    | Kertzfeld  |

### Géologie et relief
Le village implanté au bord de la Kirneck se trouve à une altitude moyenne de 160 mètres environ.
Formations géologiques du territoire communal présentes à l'affleurement ou en subsurface.
Bruch de l'Andlau zone naturelle d'intérêt écologique, faunistique et floristique (ZNIEFF Continentale de type 1).

### Hydrographie

#### Réseau hydrographique
La commune est dans le bassin versant du Rhin au sein du bassin Rhin-Meuse. Elle est drainée par l'Andlau, le ruisseau la Kirneck, le ruisseau le Darsbach, le ruisseau l'Apfelbach et le ruisseau Flussgraben,.
L'Andlau, d'une longueur de 42 km, prend sa source dans la commune de Le Hohwald et se jette  dans l'Ill à Illkirch-Graffenstaden, après avoir traversé 21 communes. 
La Kirneck, d'une longueur de 18 km, prend sa source dans la commune de Barr et se jette  dans l'Andlau à Westhouse, après avoir traversé sept communes. 
Le Darsbach, d'une longueur de 14 km, prend sa source dans la commune de Saint-Nabor et se jette  dans l'Andlau à Meistratzheim, après avoir traversé six communes. 

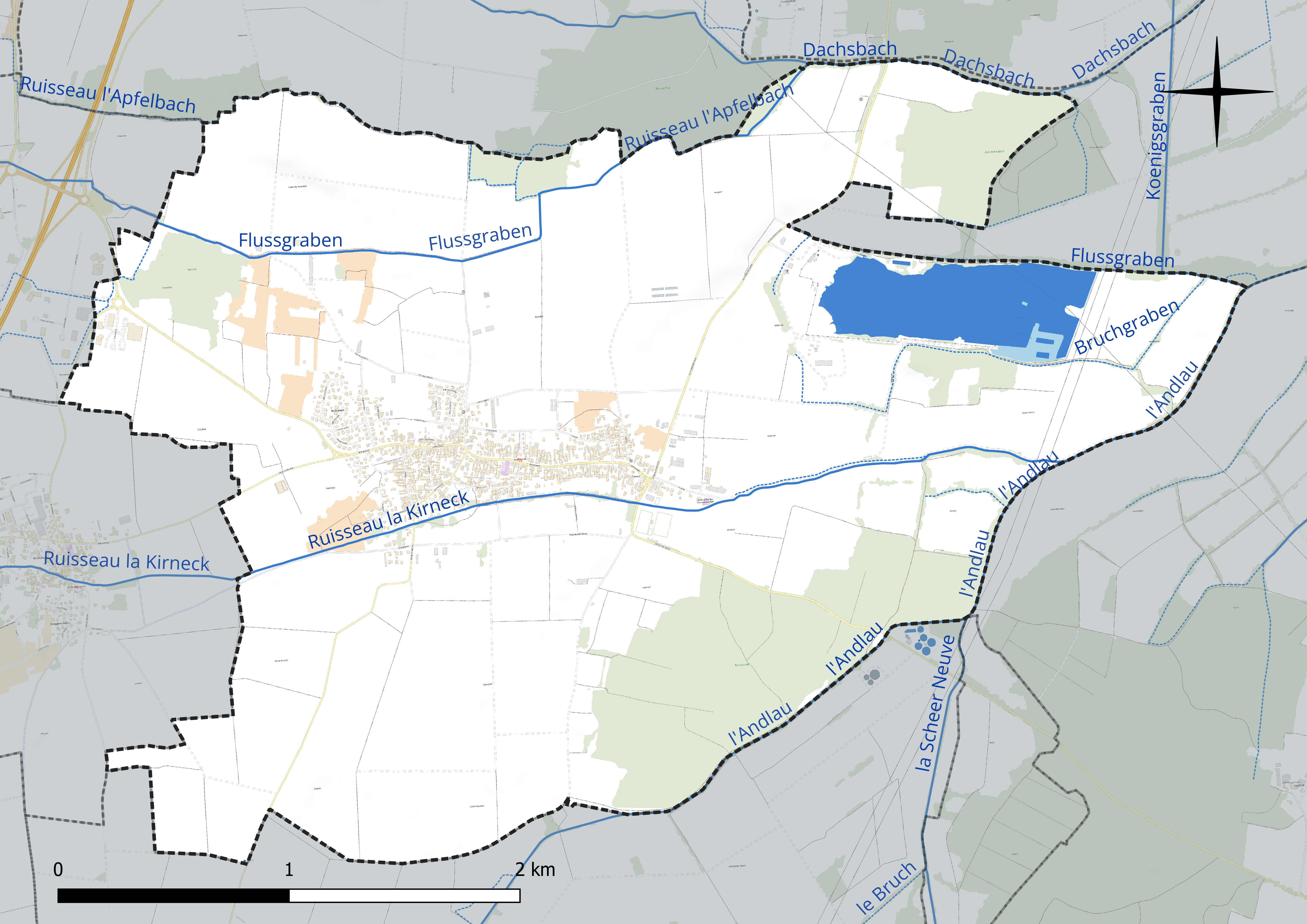
Réseau hydrographique de Valff.

#### Gestion et qualité des eaux
Le territoire communal est couvert par le schéma d'aménagement et de gestion des eaux (SAGE) « Ill Nappe Rhin ». Ce document de planification concerne la nappe phréatique rhénane, les cours d'eau de la plaine d'Alsace et du piémont oriental du Sundgau, les canaux situés entre l'Ill et le Rhin et les zones humides de la plaine d'Alsace. Le périmètre s’étend sur 3 596 km2. Il a été approuvé le 17 janvier 2005. La structure porteuse de l'élaboration et de la mise en œuvre est la région Grand Est. 
La qualité des cours d’eau peut être consultée sur un site dédié géré par les agences de l’eau et l’Agence française pour la biodiversité. 

### Climat
Pour des articles plus généraux, voir Climat du Grand Est et Climat du Bas-Rhin.
En 2010, le climat de la commune est de type climat des marges montargnardes, selon une étude du Centre national de la recherche scientifique s'appuyant sur une série de données couvrant la période 1971-2000. En 2020, Météo-France publie une typologie des climats de la France métropolitaine dans laquelle la commune est exposée à un climat semi-continental et est dans une zone de transition entre les régions climatiques « Vosges » et « Alsace ». 
Pour la période 1971-2000, la température annuelle moyenne est de 10,5 °C, avec une amplitude thermique annuelle de 17,9 °C. Le cumul annuel moyen de précipitations est de 609 mm, avec 7,7 jours de précipitations en janvier et 9,8 jours en juillet. Pour la période 1991-2020, la température moyenne annuelle observée sur la station météorologique de Météo-France la plus proche, « Le Hohwald_sapc », sur la commune du Hohwald à 14 km à vol d'oiseau, est de 8,8 °C et le cumul annuel moyen de précipitations est de 1 129,1 mm. 
La température maximale relevée sur cette station est de 35,6 °C, atteinte le 25 juillet 2019 ; la température minimale est de −20,5 °C, atteinte le 7 février 1991,,. 
Les paramètres climatiques de la commune ont été estimés pour le milieu du siècle (2041-2070) selon différents scénarios d'émission de gaz à effet de serre à partir des nouvelles projections climatiques de référence DRIAS-2020. Ils sont consultables sur un site dédié publié par Météo-France en novembre 2022.

## Urbanisme

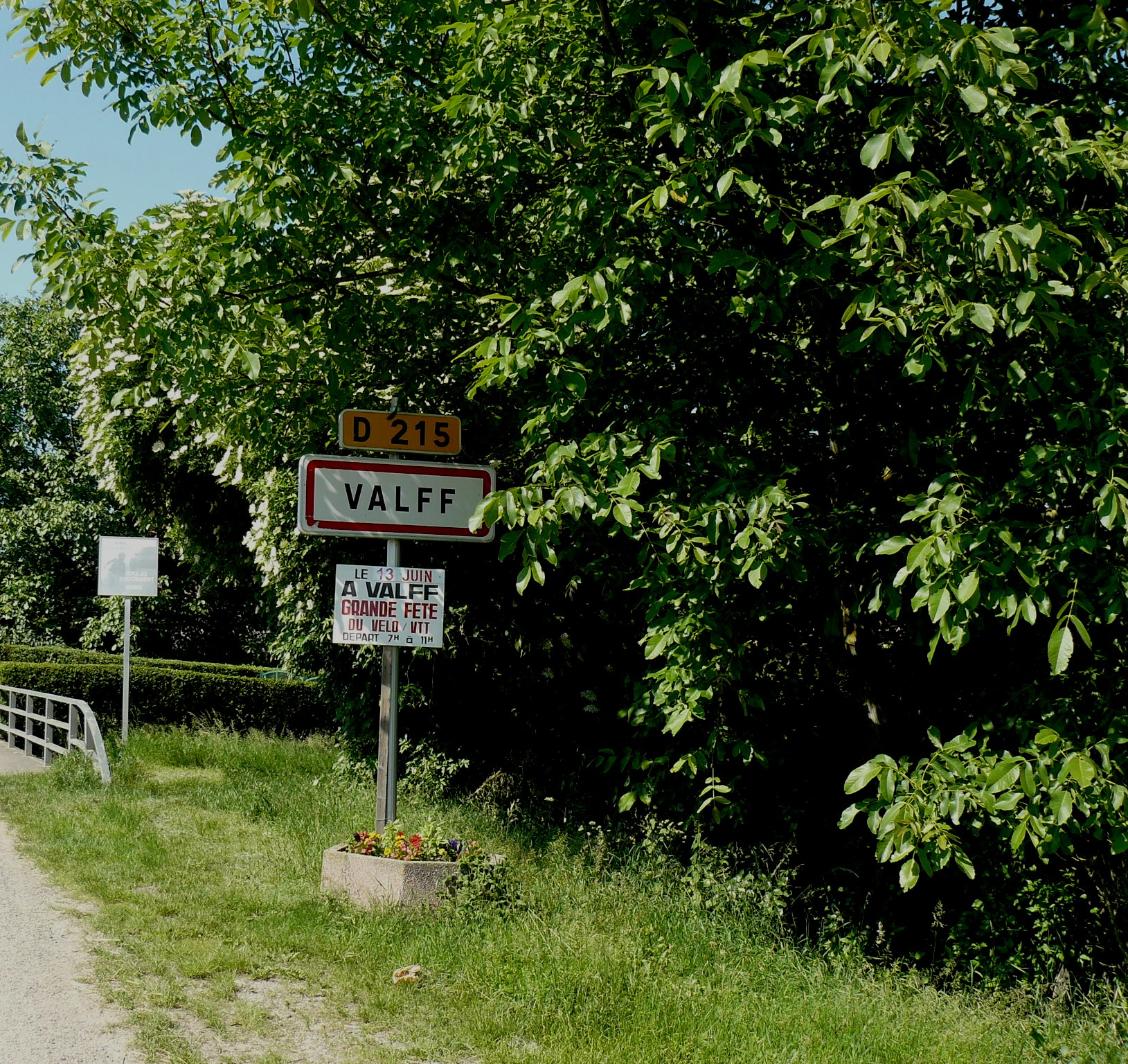
Entrée du village de Valff.

### Typologie
Au 1er janvier 2024, Valff est catégorisée commune rurale à habitat dispersé, selon la nouvelle grille communale de densité à sept niveaux définie par l'Insee en 2022.
Elle est située hors unité urbaine. Par ailleurs la commune fait partie de l'aire d'attraction de Strasbourg (partie française), dont elle est une commune de la couronne,. Cette aire, qui regroupe 268 communes, est catégorisée dans les aires de 700 000 habitants ou plus (hors Paris),.

### Occupation des sols
L'occupation des sols de la commune, telle qu'elle ressort de la base de données européenne d’occupation biophysique des sols Corine Land Cover (CLC), est marquée par l'importance des territoires agricoles (75,3 % en 2018), en diminution par rapport à 1990 (79,7 %). La répartition détaillée en 2018 est la suivante : terres arables (53,4 %), zones agricoles hétérogènes (14,3 %), forêts (12,3 %), eaux continentales (6,1 %), zones urbanisées (5,6 %), prairies (5,3 %), cultures permanentes (2,4 %), zones industrielles ou commerciales et réseaux de communication (0,7 %). L'évolution de l’occupation des sols de la commune et de ses infrastructures peut être observée sur les différentes représentations cartographiques du territoire : la carte de Cassini (XVIIIe siècle), la carte d'état-major (1820-1866) et les cartes ou photos aériennes de l'IGN pour la période actuelle (1950 à aujourd'hui).

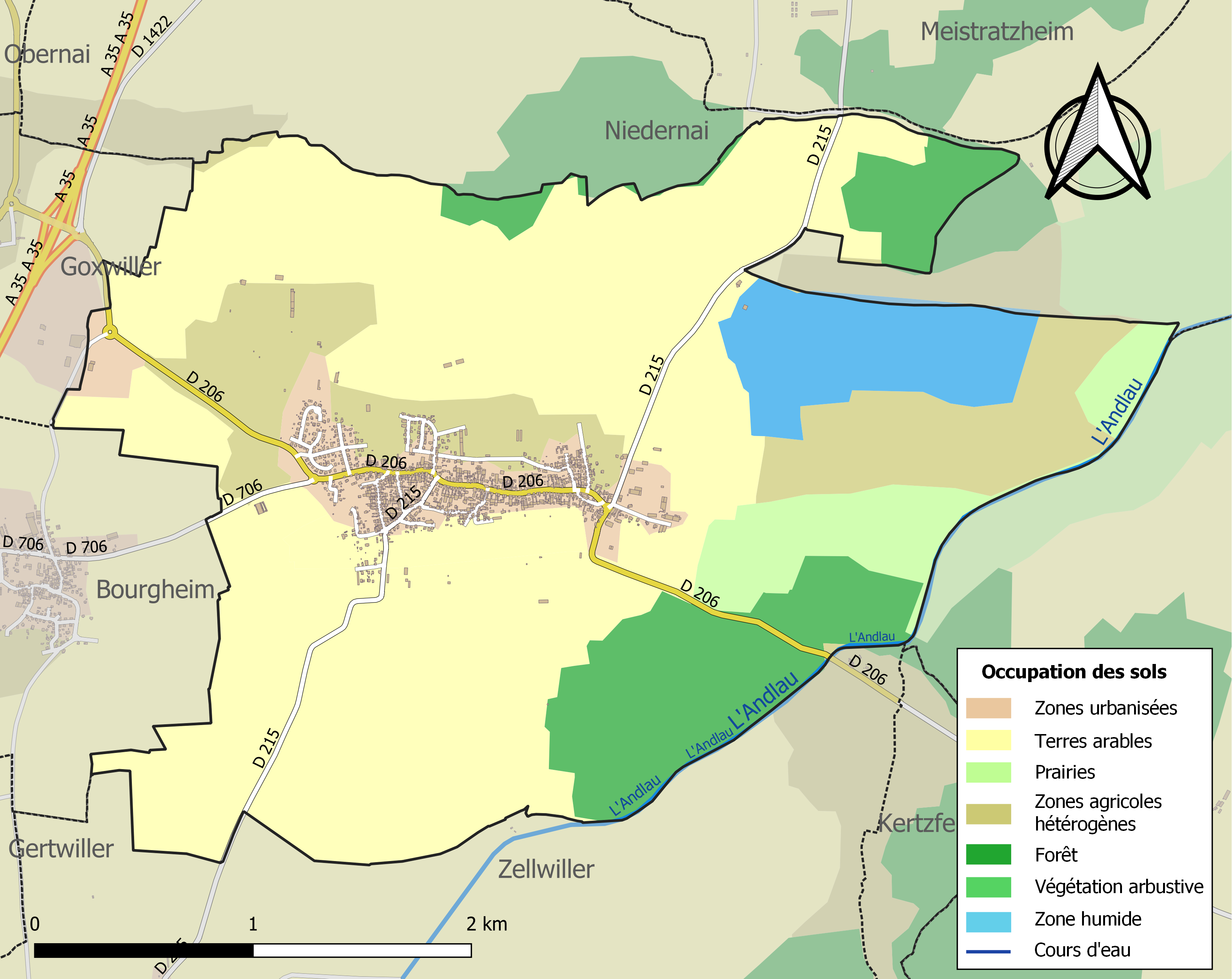
Carte des infrastructures et de l'occupation des sols de la commune en 2018 (CLC).

Commune couverte par le plan local d'urbanisme intercommunal de Nieerbronn-les-Bains et le PLUi de la communauté de communes du Pays de Barr dont la dernière procédure a été approuvée le 29 mars 2022.

### Voies de communications et transports

#### Voies routières
Valff est située à 25 kilomètres au nord de Sélestat et 30 kilomètres au sud-ouest de Strasbourg ; Barr se trouve à 6 kilomètres au sud-ouest et Obernai à 5 kilomètres au nord-ouest.
La commune est traversée d'est en ouest par la route départementale D 206, qui raccorde la commune à la voie rapide du Piémont des Vosges (VRPV) lui donnant un accès rapide vers le nord à Strasbourg et vers le sud à Sélestat.

#### Transports en commun
- Transports en Alsace.
- Fluo Grand Est.

##### SNCF
- Gare de Goxwiller,
- Gare de Gertwiller,
- Gare d'Obernai
- Gare de Barr.
- Valff dans la lithographie ferroviaire : un dessin de Valff de 1842. Écrit par Rémy Voegel

### Risques naturels et technologiques
Commune située dans une zone de sismicité modérée.

## Toponymie
- Falaba, 743
- Valva, 817
- Valabu, 820
- Falves, 962

## Histoire

### La préhistoire
Le village est d'origine celte Valva, le nom originaire de la commune signifie « la rivière qui coule en pays plat ». L'habitat est attesté dès 450 av. J.-C. comme en témoigne un tumulus sur le ban communal.
À l'époque romaine, Valff se situe sur une voie ouest-est reliant le mont Sainte-Odile à Gerstheim (lieu de passage sur le Rhin).

### Un fief ecclésiastique
Valff est un fief ecclésiastique depuis au moins 660. Elle appartient à l'abbaye d'Ebersheim.Le testament de sainte Odile et la donation de son père le duc d'Alsace Etichon ou Attic au monastère d'Ebersheim nomment Valf parmi les biens appartenant à leur domaine ou de leurs manses.

### Un bien appartenant à divers monastère
En 880, elle passe à l'abbaye d'Andlau, cadeau de Charles le Gros à l'impératrice Richarde. En 962, elle devient la propriété du monastère d'Étival. Le fief passe en 1305 à la famille d'Andlau, vassale de l'évêque de Strasbourg, et le reste jusqu'à la Révolution.

### Le château et le village passent aux landgraves
En 1097 un Regenbalt de Valva signe comme témoin dans une charte. D'origine probablement patrimoniale, le château et le village passèrent aux landgraves de Werd, qui en firent un fief oblat de l'évêché de Strasbourg. En 1336 Ulric de Werd déclare tenir le domaine en sous-fief de l'évêché.En 1391 Louis d'Utenheim détient le château comme vassal d'Andlau. Un peu plus tard Rodolphe d'Andlau cède ses biens de Valff à l'évêque de Strasbourg, Berthold II de Bucheck.

### La réforme
Lors de la Réforme, les habitants de Valff furent sur le point d'embrasser la nouvelle religion, mais l'abbaye d'Andlau qui veillait au grain, collatrice de la cure de Valff, réussit à maintenir l'ancienne liturgie et à éloigner les dissidents.

### Les guerres du Moyen Âge
Durant la guerre civile entre Armagnacs et Bourguignons, les Armagnacs détruisent une partie du village et du château. Mais les destructions les plus importantes sont le fait de la guerre de Trente Ans qui oppose catholiques et protestants dans le Saint-Empire romain germanique. Le village est dévasté plusieurs fois, notamment en 1622 et 1632. En 1648, Valff a perdu 60 % de sa population (650 habitants en 1618 ; 250 environ en 1648). Valff mettra un siècle et demi pour retrouver sa population de 1618, malgré l'apport de population d'Allemagne, de Suisse, d´Autriche et partiellement, de France.

### Une forteresse au sud du village
Jusqu'en 1967, la Kirneck passait au milieu du village, à l'emplacement actuel de la rue Principale. La construction d'une forteresse au sud du village (XIIe-XIVe siècle) fut accompagnée du creusement d'un fossé, alimenté par un nouveau bras de la rivière. À la suite de nombreuses inondations, un mur de soutènement fut construit en 1931 à travers tout le village. La pollution de la Kirneck, notamment due aux tanneries de Barr, ayant déjà provoqué plusieurs cas de typhus en 1909, la commune mit en place, en 1967, un système d'assainissement tout à l'égout et supprima le bras de Kirneck qui passait au milieu du village. Le cours d'eau passe désormais au sud des parties construites.

## Politique et administration

### Découpage territorial

#### Commune et intercommunalités
La commune est membre de la communauté de communes du Pays de Barr.

### Élections municipales et communautaires

#### Liste des maires
| Période                                  | Période                   | Identité                                    | Étiquette | Qualité |
| ---------------------------------------- | ------------------------- | ------------------------------------------- | --------- | ------- |
| Les données manquantes sont à compléter. |                           |                                             |           |         |
| ?                                        | 1976                      | René Halmenschlager                         |           |         |
| 1976                                     | octobre 1999              | Pierre Rosfelder                            |           |         |
| octobre 1999                             | 2014                      | André Schwartz                              |           |         |
| 2014                                     | En cours (au 31 mai 2020) | Germain Lutz Réélu pour le mandat 2020-2026 |           | Artisan |

### Budget et fiscalité 2020

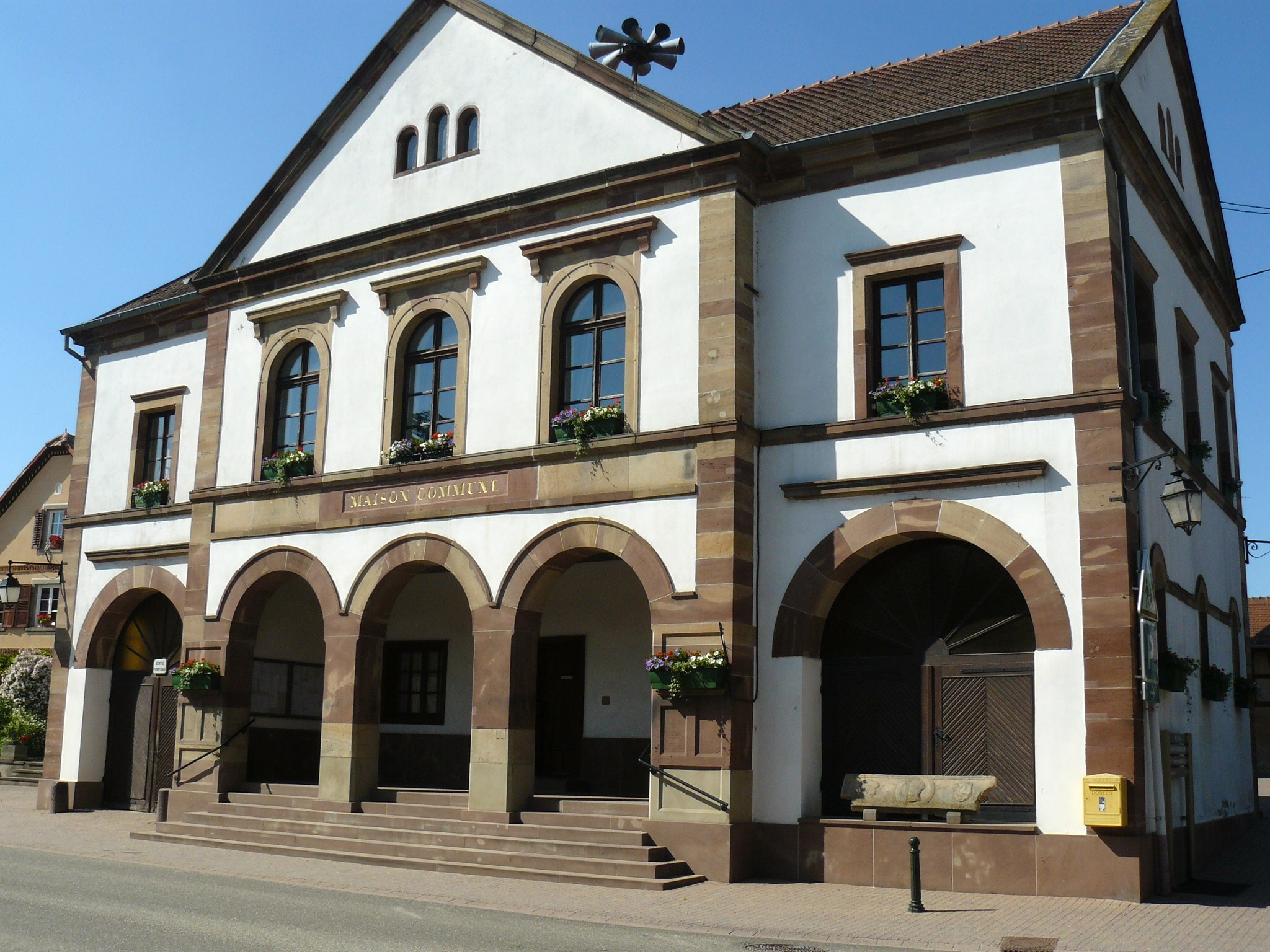
Mairie de Valff.

En 2020, le budget de la commune était constitué ainsi :
- total des produits de fonctionnement : 1 117 000 €, soit 839 € par habitant ;
- total des charges de fonctionnement : 489 000 €, soit 368 € par habitant ;
- total des ressources d'investissement : 340 000 €, soit 255 € par habitant ;
- total des emplois d'investissement : 133 000 €, soit 100 € par habitant ;
- endettement : 2 000 €, soit 2 € par habitant.

Avec les taux de fiscalité suivants :
- taxe d'habitation : 13,90 % ;
- taxe foncière sur les propriétés bâties : 6,60 % ;
- taxe foncière sur les propriétés non bâties : 29,52 % ;
- taxe additionnelle à la taxe foncière sur les propriétés non bâties : 0 % ;
- cotisation foncière des entreprises : 0 %.

Chiffres clés Revenus et pauvreté des ménages en 2019 : médiane en 2019 du revenu disponible, par unité de consommation : 24 000 €.

## Équipements et services publics

### Enseignement
Établissements d'enseignements :
- Écoles maternelle et primaire,

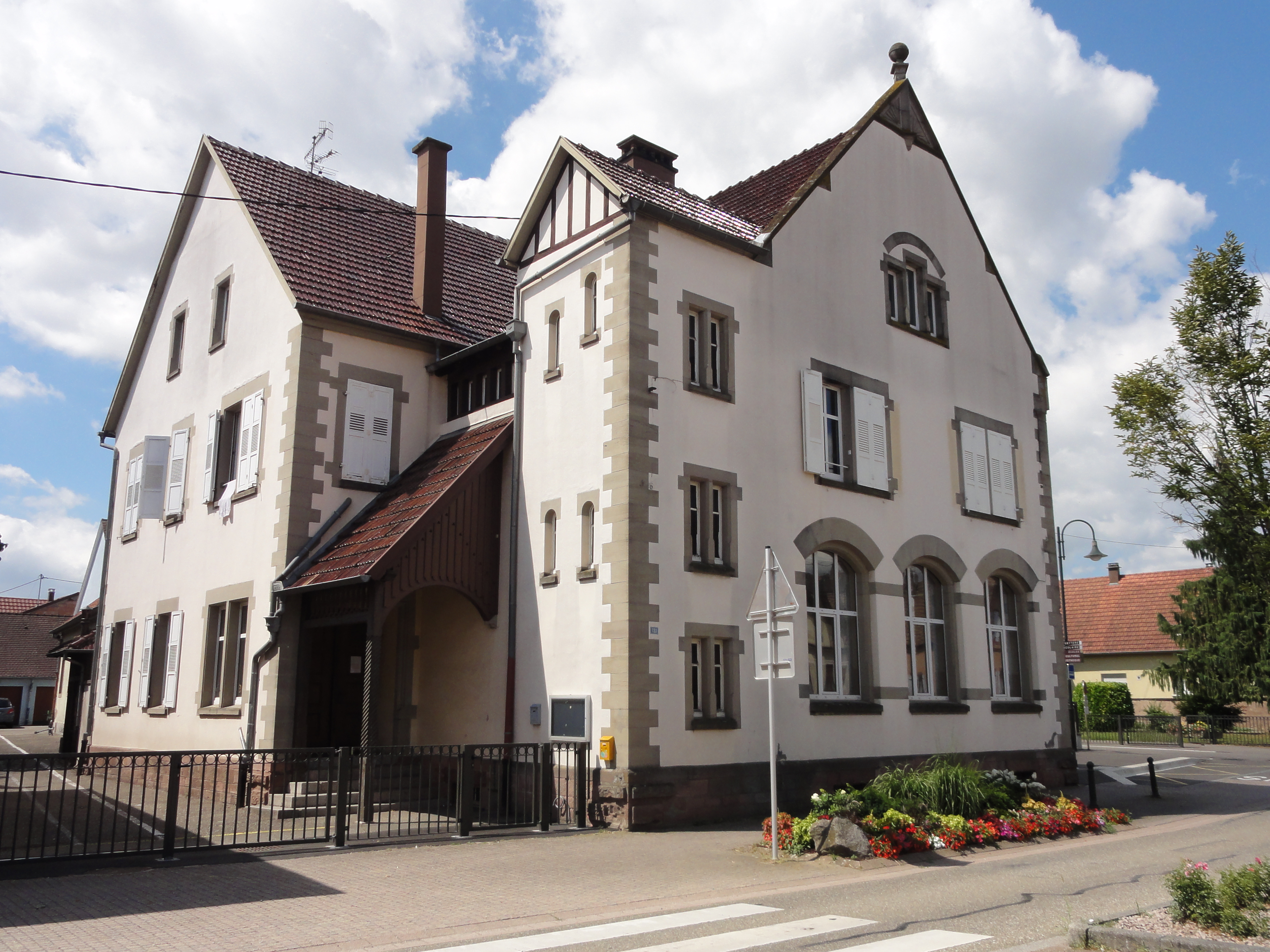
École, rue Principale.

- Collèges à Niedernai, Obernai, Barr,
- Lycées à Niedernai, Obernai, Barr.

### Santé
Professionnels et établissements de santé :
- Médecins à Valff, Niedernai, Meistratzheim,
- Pharmacies à Valff, Niedernai, Barr, Obernai,
- Hôpitaux à Barr, Obernai, Benfeld.

## Population et société

### Démographie

#### Évolution démographique
L'évolution du nombre d'habitants est connue à travers les recensements de la population effectués dans la commune depuis 1793. Pour les communes de moins de 10 000 habitants, une enquête de recensement portant sur toute la population est réalisée tous les cinq ans, les populations de référence des années intermédiaires étant quant à elles estimées par interpolation ou extrapolation. Pour la commune, le premier recensement exhaustif entrant dans le cadre du nouveau dispositif a été réalisé en 2006.

En 2022, la commune comptait 1 354 habitants, en évolution de +4,39 % par rapport à 2016 (Bas-Rhin : +3,17 %, France hors Mayotte : +2,11 %).
| 1793 | 1800  | 1806  | 1821  | 1831  | 1836  | 1841  | 1846  | 1851  |
| ---- | ----- | ----- | ----- | ----- | ----- | ----- | ----- | ----- |
| 972  | 1 072 | 1 144 | 1 262 | 1 379 | 1 424 | 1 391 | 1 465 | 1 524 |

| 1856  | 1861  | 1866  | 1871  | 1875  | 1880  | 1885  | 1890  | 1895  |
| ----- | ----- | ----- | ----- | ----- | ----- | ----- | ----- | ----- |
| 1 434 | 1 443 | 1 464 | 1 441 | 1 388 | 1 332 | 1 307 | 1 216 | 1 187 |

| 1900  | 1905  | 1910  | 1921  | 1926 | 1931 | 1936  | 1946 | 1954  |
| ----- | ----- | ----- | ----- | ---- | ---- | ----- | ---- | ----- |
| 1 149 | 1 141 | 1 139 | 1 008 | 970  | 975  | 1 003 | 990  | 1 002 |

| 1962  | 1968  | 1975  | 1982  | 1990  | 1999  | 2006  | 2011  | 2016  |
| ----- | ----- | ----- | ----- | ----- | ----- | ----- | ----- | ----- |
| 1 011 | 1 081 | 1 121 | 1 173 | 1 234 | 1 281 | 1 342 | 1 210 | 1 297 |

| 2021  | 2022  | - | - | - | - | - | - | - |
| ----- | ----- | - | - | - | - | - | - | - |
| 1 369 | 1 354 | - | - | - | - | - | - | - |

### Cultes
- Culte catholique, communauté de paroisses Aux Portes du Bruch[34], diocèse de Strasbourg.

## Économie

### Entreprises et commerces

#### Agriculture
- Culture de céréales, de légumineuses et de graines oléagineuses.
- Culture et élevage associés.

#### Tourisme
- Chambres d'hôtes.
- Hôtel restaurant[35].

#### Commerces
- Commerces et services de proximité.

## Culture locale et patrimoine

### Lieux et monuments

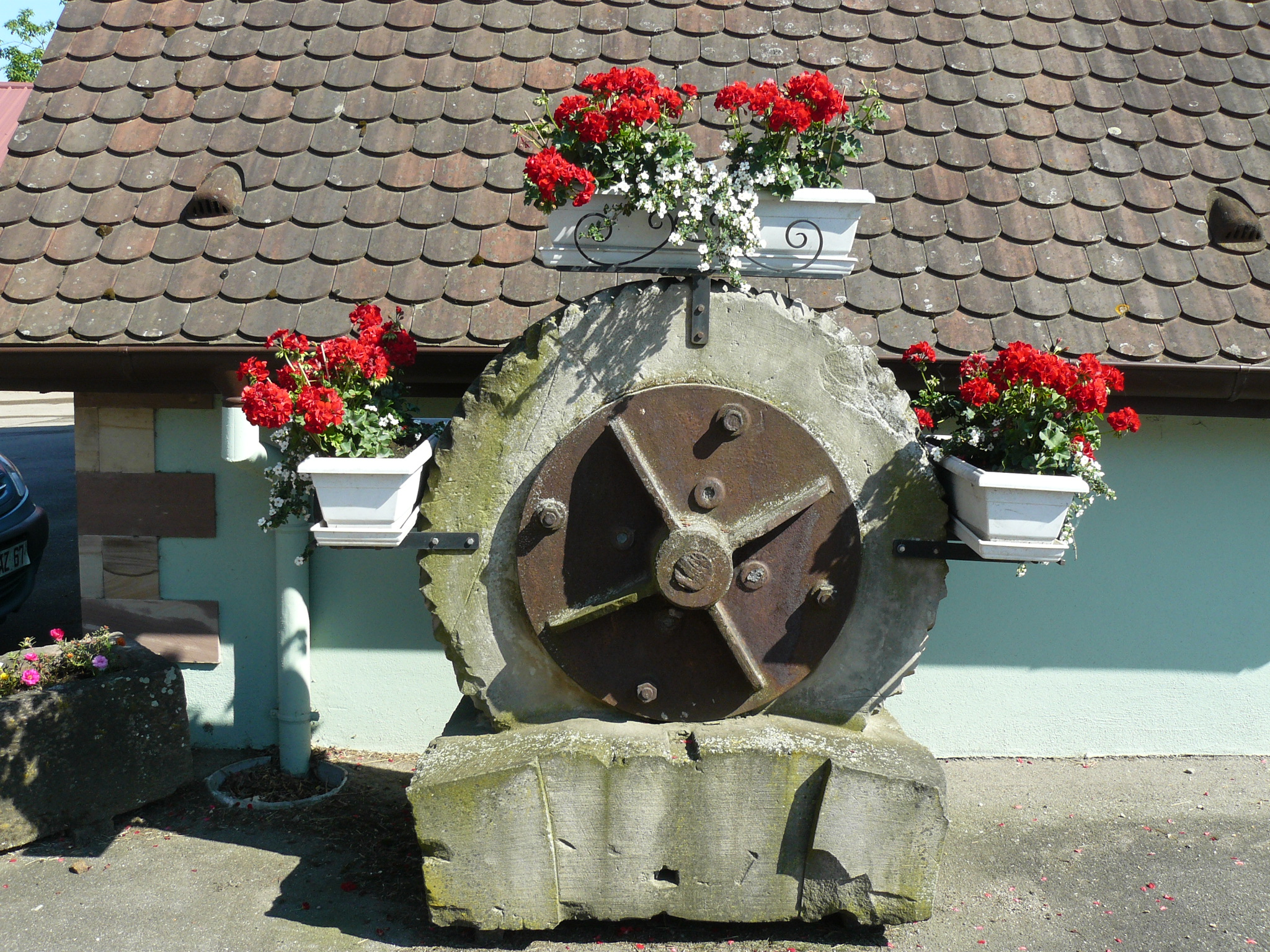
Ancienne roue motrice.

- Mairie[36].
- Tumulus[37].
- Ancien château fort[38].
- Puits daté de 1720[39].
- Jardin du Livre[40] : ce jardin public, de type « Jardin Biblique », est implanté depuis 2004 au pied de l'église Saint-Blaise. Par sa composition et les espèces végétales employées, il évoque ces trois religions monothéistes que sont le judaïsme, le christianisme et l'islam.

#### Patrimoine religieux
- Chapelle-ossuaire Notre-Dame : elle contient une Vierge à l'enfant de style gothique du XVIe siècle et une piéta très abîmée du XVe siècle.
- Chapelle Sainte-Marguerite (inscrite sur l'Inventaire supplémentaire des monuments historiques)[41] : le chœur gothique date du XIVe siècle. La nef Renaissance date de 1566 : il s'agit du seul exemple de ce style conservé en Alsace. Le portail sculpté est daté de 1568[42].
- Église Saint-Blaise (l'abside est inscrit sur l'inventaire supplémentaire des monuments historiques). Le clocher de façade romane (XIIe siècle) est couronné d'un bulbe rajouté au XVIIIe siècle.

L'église possède un orgue en tribune, construit à l'origine par Conrad Sauer en 1787,,,.
Cloche de 1802.
- Ancienne synagogue[49],[50].
- Cimetière[51].
- Monument aux morts[52] : conflits commémorés : guerres 1914-1918 - 1939-1945[53].

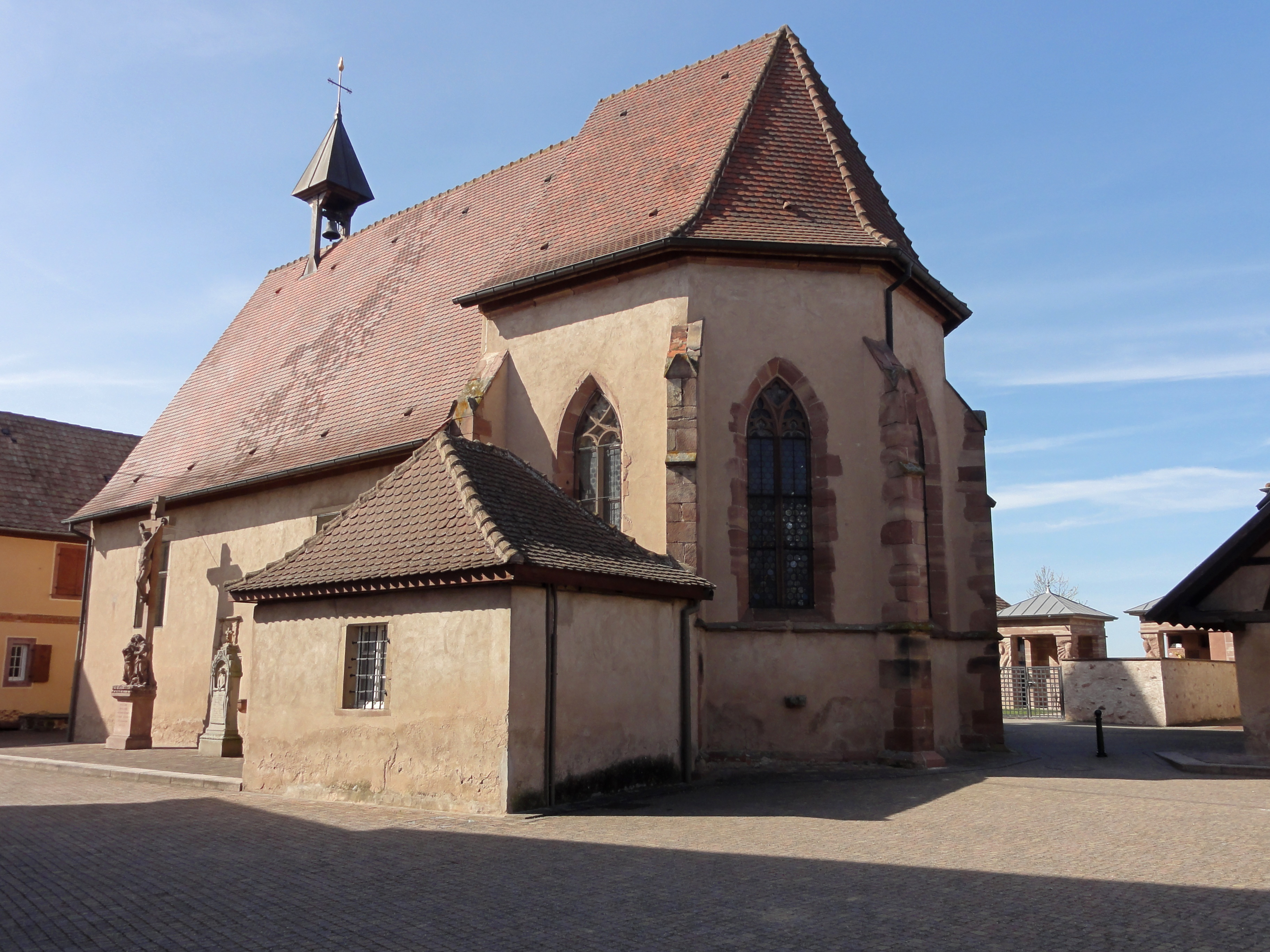
Chapelle Sainte-Marguerite (XIVe-XVIe siècle).
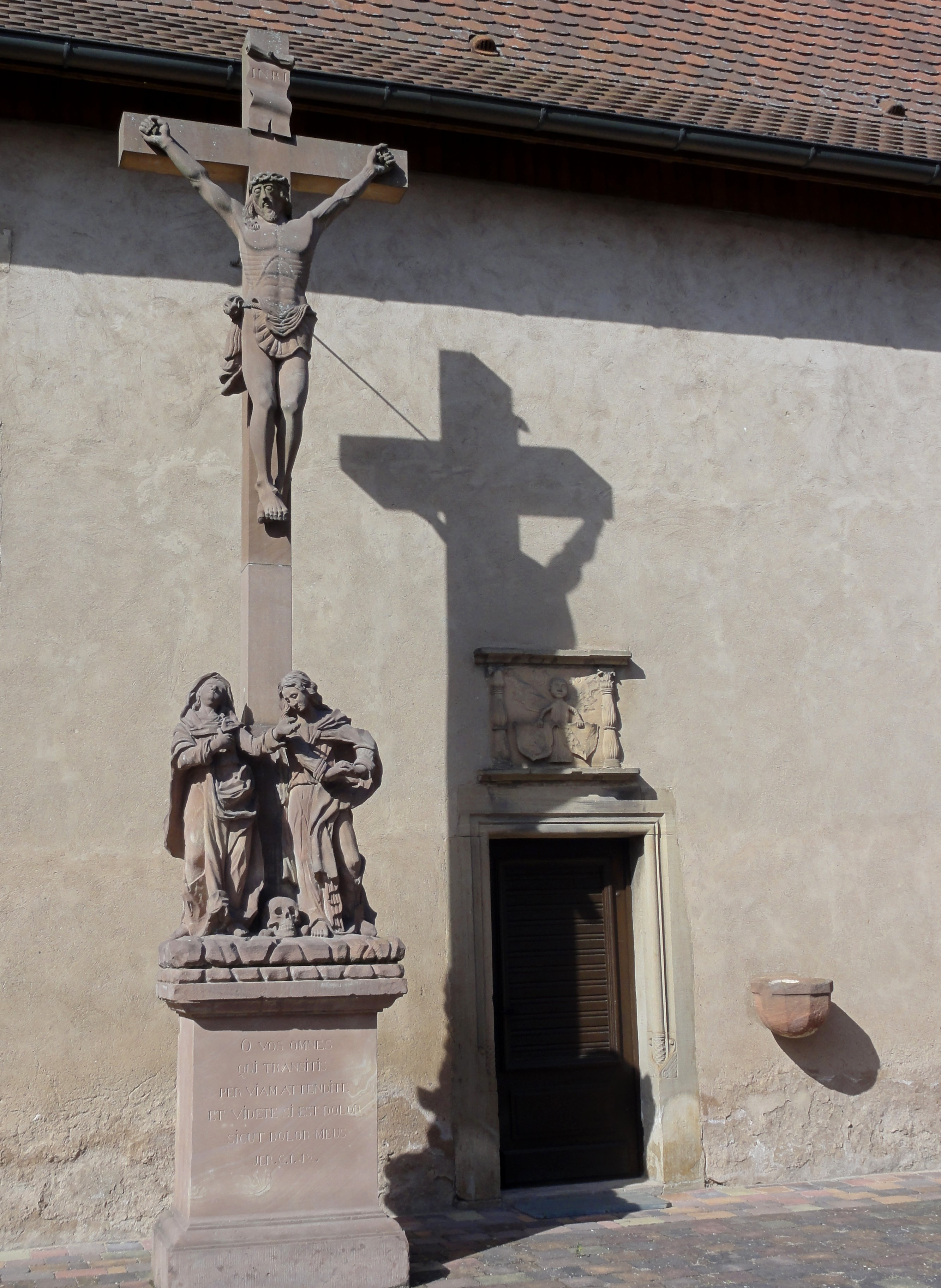
Chapelle Sainte-Marguerite et calvaire (XVIIIe).
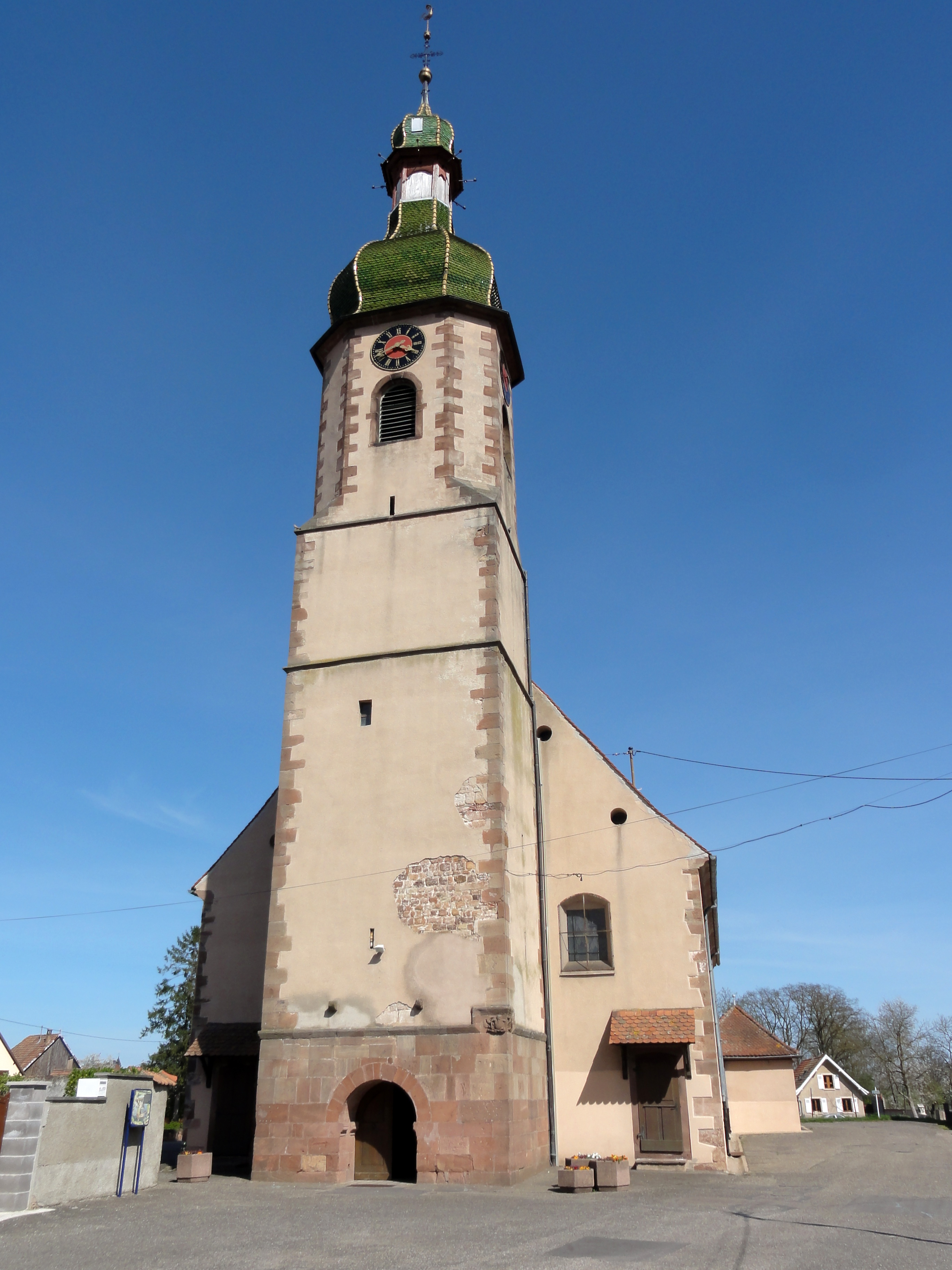
Église Saint-Blaise.
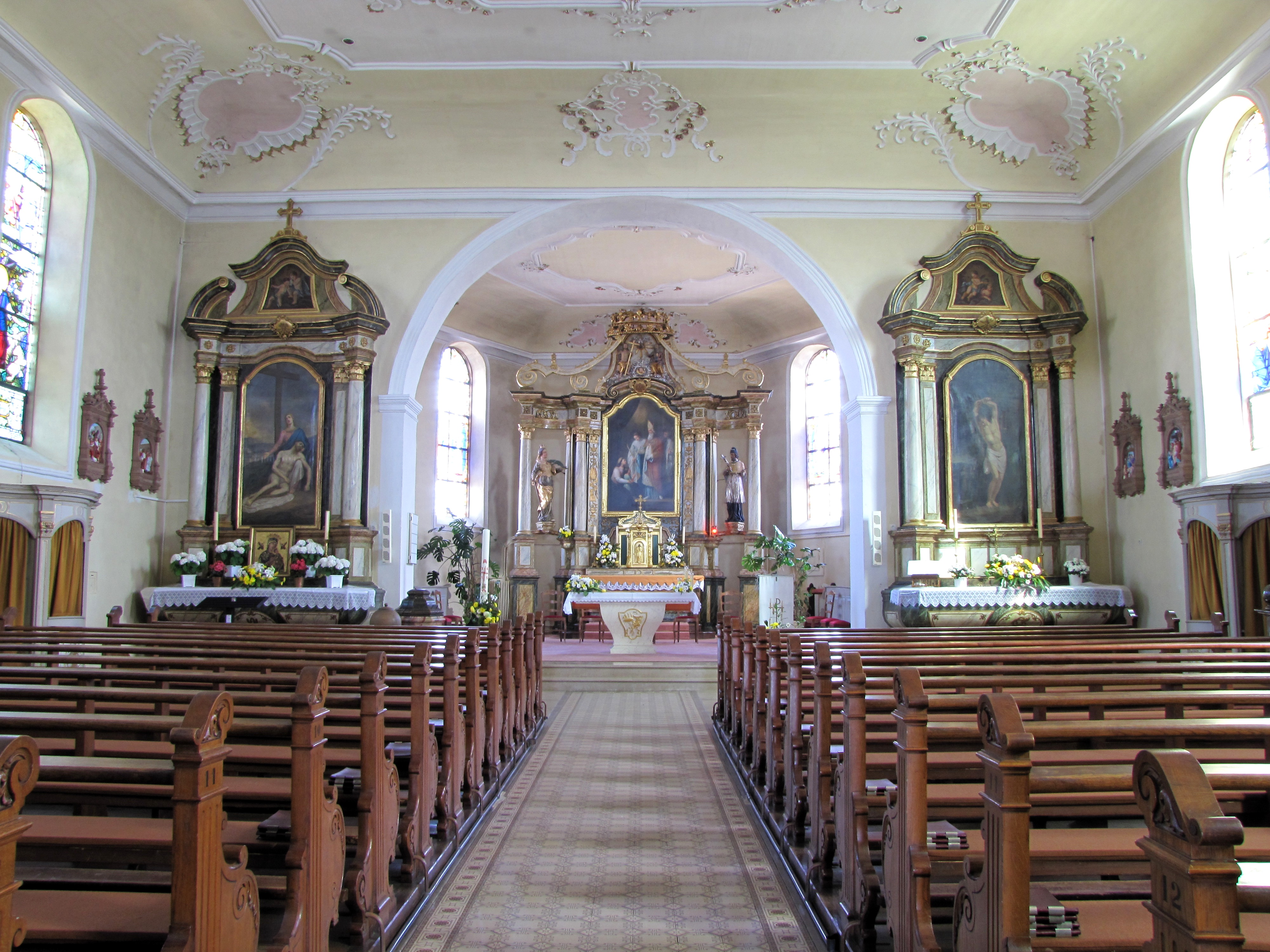
Vue intérieure de la nef vers le chœur avec les autels baroques.
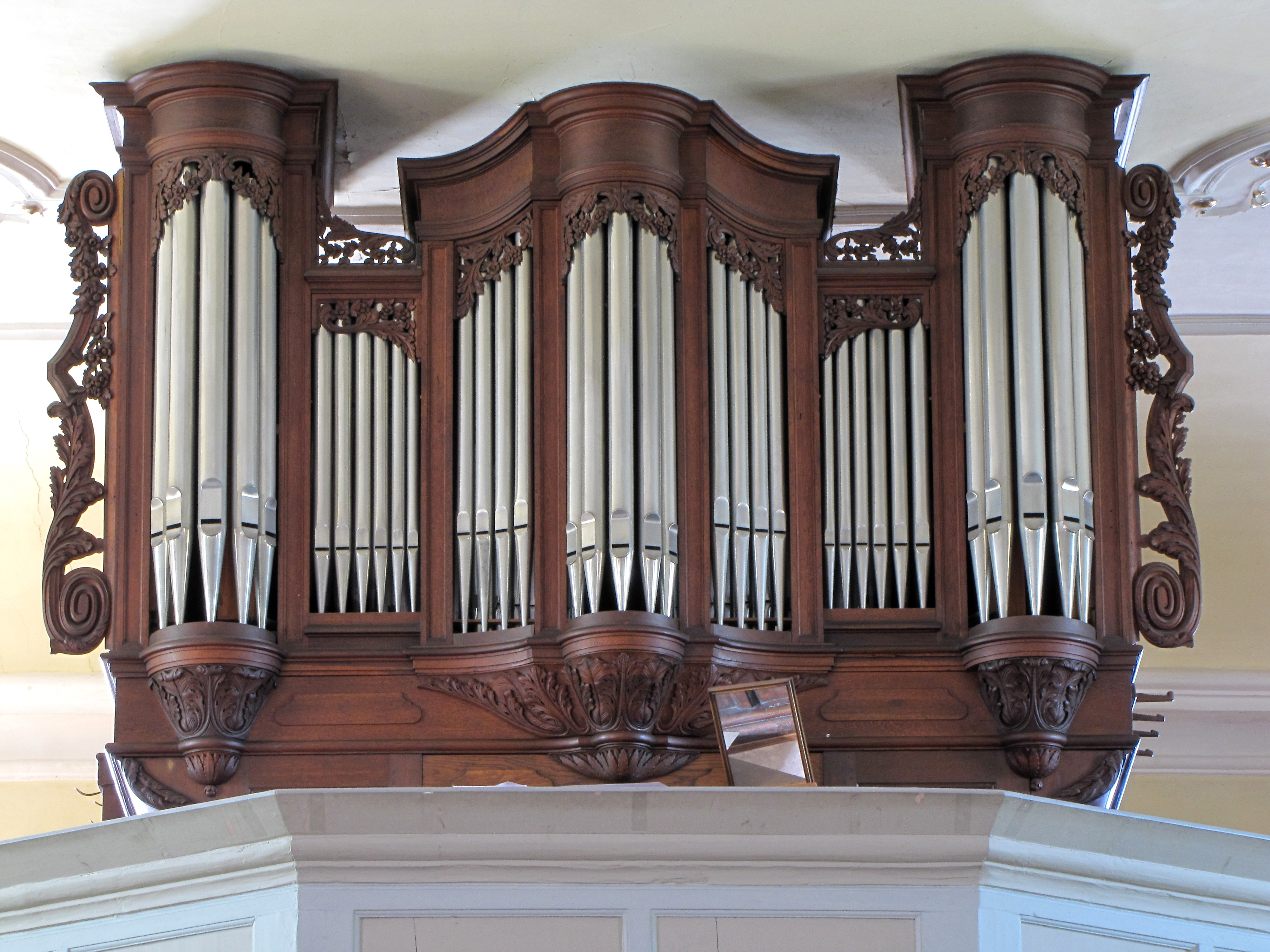
Orgue de Conrad Sauer (1787).

### Personnalités liées à la commune
- Jakob Kleiber, né à Valff le 4 septembre 1803. Curé et initiateur de l'ouverture d'un atelier de fabrication de chapeaux de paille dits de « Panama » à Wingersheim. Initiative prise en collaboration avec Louis Chrétien Kampmann, originaire de Mittelhausen.[réf. nécessaire]

### Héraldique
| Blason de Valff | Blason  | D'azur aux trois canettes d'or. |
| Blason de Valff | Détails |                                 |